# Proasellus arthrodilus
Proasellus arthrodilus är en kräftdjursart som först beskrevs av Pedro Ivo Soares Braga 1945.  Proasellus arthrodilus ingår i släktet Proasellus och familjen sötvattensgråsuggor. Inga underarter finns listade i Catalogue of Life.